# Fritz Mißmahl
Fritz Mißmahl (* 7. August 1897 in Kassel; † 30. Mai 1945 in Trebbin) war ein deutscher Jurist, Verwaltungsbeamter und Politiker (NSDAP).

## Leben
Nach dem Besuch des Gymnasiums in Wiesbaden meldete sich Mißmahl 1916 als Kriegsfreiwilliger. Während des Ersten Weltkrieges wurde er an der West- und Ostfront eingesetzt, zuletzt als Leutnant. Für seine militärischen Verdienste wurde er mit dem Eisernen Kreuz II. und I. Klasse sowie mit dem Baltenkreuz ausgezeichnet. Nach seiner Entlassung aus der Armee studierte er Rechts- und Staatswissenschaften, von 1921 bis 1923 an der Eberhard Karls Universität Tübingen und von 1923 bis 1925 an der Georg-August-Universität Göttingen. Er bestand 1925 das Erste Juristische Staatsexamen, absolvierte danach sein Referendariat und legte 1929 das Zweite Juristische Staatsexamen ab. Im Anschluss trat er in den preußischen Staatsdienst ein und war von 1929 bis 1932 als Gerichtsassessor in Düsseldorf tätig.
Mißmahl trat während des Studiums 1923 in die NSDAP ein und wurde Personalreferent des NSDAP-Gaus Düsseldorf. Der neu gegründeten Partei schloss er sich zum 3. Mai 1926 wieder an (Mitgliedsnummer 35.824). 1932 wurde er in den Preußischen Landtag gewählt, dem er bis zur Auflösung der Körperschaft im Oktober 1933 angehörte. Vom 1. April 1933 bis 1935 amtierte er als Landrat des Rhein-Wupper-Kreises mit Sitz in Opladen. Auf eigenen Wunsch schied er dort aus, um zum Vizepräsidenten der Landesversicherungsanstalt aufzusteigen. Mißmahl wurde 1943 noch Mitglied der SS.